# Skyliner (Warschau)

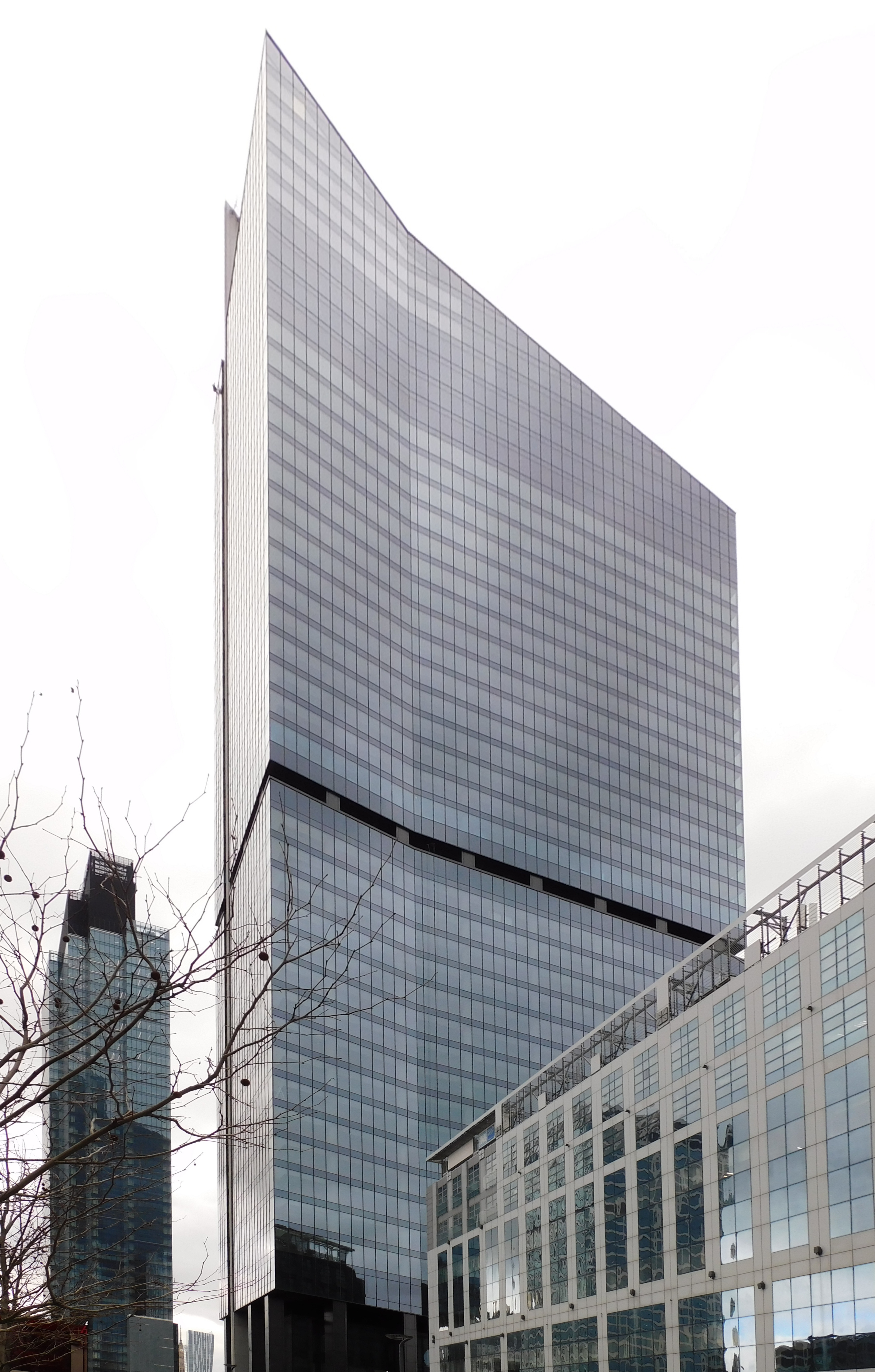
Skyliner im März 2021

Skyliner ist ein Warschauer Bürokomplex mit einem Hochhaus. Er liegt an der Kreisverkehrskreuzung Rondo Daszyńskiego entlang der ul. Prosta im Stadtdistrikt Wola. Frühere Bezeichnungen des Gebäudes waren Spektrum Tower und Kaleidoscope Towers. Die Tiefbauarbeiten begannen im September 2017; das Gebäude wurde im Jahr 2021 fertiggestellt.

## Architektur
Der Bürogebäudekomplex verfügt über 94.000 Quadratmeter Nutzfläche, wobei 72.000 auf das Hochhaus (davon 43.000 Quadratmeter Büroraum und 3000 Quadratmeter Einkaufszone) entfallen. Der Turm mit einer Höhe von 195 Metern ist mit fünf unter- und 45 oberirdischen Geschossen ausgestattet. Im Gebäude stehen 428 Tiefgaragenparkplätze und 21 Lifte zur Verfügung. Ebenfalls im Untergeschoss sind 500 Fahrradabstellplätze sowie ein Umkleideraum für Radfahrer vorhanden.
Immobilienentwickler ist Karimpol Polska, das Projekt lieferte das Architekturbüro APA Wojciechowski. Für Karimpol ist es das größte bislang realisierte Projekt. Als Generalunternehmer wurde der Baukonzern Warbud verpflichtet. Die Finanzierung des Baus übernahm die Bank Pekao. Der Komplex wurde in mehreren Etappen fertiggestellt. Das Hochhaus verfügt über eine 15 Meter hohe Eingangslobby. Ein Panoramaaufzug bedient die obersten Etagen. In einer Höhe von 165 Metern beherbergt das Gebäude eine zweigeschossige Bar („SkyBar“) auf knapp 800 Quadratmetern Fläche. Die geschätzten Kosten des Komplexes betragen über 100 Millionen Euro.
Optisch wird das Hochhaus von einer auf dem Dach stehenden, etwa 30 Meter langen Glaswand dominiert, die als Fenster der Beleuchtung des Gebäudes dient. Die Konstruktion erinnert entfernt an einen Irokesen-Haarschnitt und soll weithin das Panorama der Stadt bestimmen.
Ebenfalls am Rondo Daszyńskiego sind inzwischen weitere Bürohochhäuser errichtet worden: The Warsaw Hub, Warsaw Unit und Generation Park. In einer Entfernung von 200 Metern (an der ul. Towarowa) befindet sich der Warsaw Spire.